# Millardia gleadowi
Millardia gleadowi és una espècie de mamífer rosegador de la família dels múrids. És endèmic del sud d'Àsia (Índia i Pakistan). Es tracta d'un animal nocturn. El seu hàbitat natural són les bardisses situades a deserts i semideserts calorosos. És una espècie en risc mínim, és a dir, no sembla que hi hagi cap amenaça significativa per a la seva supervivència. Aquest tàxon fou anomenat en honor de l'artista i naturalista F. Gleadow.